# Rödbukig ara
Rödbukig ara (Orthopsittaca manilatus) är en fågel i familjen västpapegojor inom ordningen papegojfåglar.

## Utseende och läte
Rödbukig ara är en liten och grön ara med röd buk, som dock kan vara svår att se på håll. Vidare har den gula vingundersidor, gul bar hud i ansiktet och mörka ögon. Den liknar dvärgaran, men denna har istället rödbrunt under vingarna, ljusa ögon och vitt ansikte. Arten hörs ofta i flykten, ett behagligt rullande "greeah".

## Utbredning och systematik
Fågeln placeras som enda art i släktet Orthopsittaca. Den förekommer från sydöstra Colombia till Guyana, Trinidad, norra Bolivia och Amazonområdet i Brasilien. Den behandlas som monotypisk, det vill säga att den inte delas in i några underarter.

## Levnadssätt
Rödbukig ara hittas i låglänt regnskog. Den föredrar sumpiga områden, framför allt med tillgång på palmer vari den häckar.

## Status
Arten har ett stort utbredningsområde och beståndet anses stabilt. Internationella naturvårdsunionen IUCN listar den därför som livskraftig (LC).

## Namn
Arten har även kallats rödbukad ara (Ara manilata eller Orthopsittaca manilata).

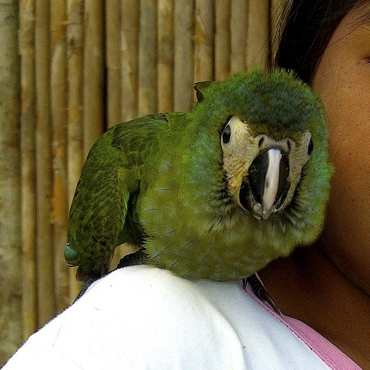